# غليزا 357 d
غليزا 357 d هو كوكب خارج المجموعة الشمسية ويتعتبر أرض هائلة داخل المنطقة الصالحة للسكن من النجم الأم. يدور الكوكب حول نجم غليزا 357، على بعد 31 سنة ضوئية من نظامنا الشمسي، النظام جزء من كوكبة الشجاع.